# Ilmari Manninen
Ilmari Justus Andreas Manninen (* 2. September 1894 in Wyborg; † 14. Juni 1933 in Helsinki) war ein finnischer Ethnograph.

## Leben
Ilmari Manninen besuchte von 1912 bis 1916 die Universität Helsinki und setzte seine Schwerpunkte auf die finno-ugrische Ethnographie und Geschichte sowie auf die finnische Sprache und Literatur. Im Jahre 1919 gründete er das Stadtmuseum in Naantali und arbeitete dort bis 1922 als Lehrer an der örtlichen Schule. 1922 erhielt er seinen Ph.D. und wurde im gleichen Jahr zum Direktor des Estnischen Nationalmuseums in Tartu ernannt. Seine Antrittsvorlesung an der Universität Tartu (deutsch:Dorpat) hielt er am 16. Oktober 1924.
1929 siedelte er nach Helsinki um, um dort den Posten des Vorstehers der ethnographischen Abteilung des Finnischen Nationalmuseums anzunehmen und dozierte an der Universität Helsinki über finno-ugrische Ethnographie. Nach seiner Rückkehr von einer einjährigen Studienreise nach Ungarn, der Tschechoslowakei und dem Balkan, zog er sich beim Schwimmen eine Erkältung mit hohem Fieber zu und starb daran am 14. Juli 1935 in Helsinki.

## Werke
- Die dämonistischen Krankheiten im finnischen Volksaberglauben: Vergleichende Volksmedizin, FFC 45, Suomalainen Tiedeakatemia, Helsingfors 1922.
- On the Aims and Limits of Ethnography in Estonia, Opening lecture given on 16. October 1924 at the University of Tartu
- Kannud, mit einem deutschsprachigen Auszug; Etnograafilised Monogaafiad Nr. 1, Kirjastsühisus (Verlagsgesellschaft) Loodus, Tartu 1926.
- Estnische Handschuhe, Etnograafilised Monograafiad Nr. 2, Loodus, Tartu 1927.
- Eesti rahvariiete ajalugu. deutsch: Geschichte der estnischen Volkstrachten, mit Referat in deutscher Sprache; J. G. Krüger Tartu 1927.
- Führer durch die ethnographischen Sammlungen: Estnisches Nationalmuseum, Eesti Rahva Museum, Tartu 1928.
- Die Sachkultur Estlands, 3 Bände, J. G. Krüger, Tartu 1931 ff.
- Die finnisch-ugrischen Völker, Harrassowitz, Leipzig 1932.
- Fortbewegungs- und Transportmittel sowie Kleidung, Suomen Murimaismisttryhdisys, Helsinki 1957,
- Faksimiledruck: Etnograafiline sõnastik: Eesti asjalise wvanovara põhjal. Tartu 1993.